# هانكوك للتنقيب
هانكوك للتنقيب هي شركة أسترالية رائدة في مجال التعدين والزراعة تديرها الرئيسة التنفيذية جينا رينهارت والرئيس التنفيذي غاري كورتي. في مراحل تداولها، عُرفت الشركة باسم هانكوك للتنقيب المحدودة وهانكوك للموارد وهانرايت بي تي واي المحدودة وهانكوك ورايت المحدودة وهانكوك التنقيب بي تي واي المحدودة.
هانكوك للتنقيب مملوكة لشركة راينهارت (76.6٪) وهوب مارجريت هانكوك ترست (23.4٪).
تأسست الشركة في عام 1955 على يد والد رينهارت، الراحل لانج هانكوك. تمتلك هانكوك للتنقيب حقوق التعدين لبعض أكبر عقود إيجار أراضي التاج في منطقة بيلبرا في غرب أستراليا.
عند توليه الرئاسة التنفيذية، استحوذت راينهارت على شركة كانت في وضع مالي محفوف بالمخاطر مع ديون كبيرة ورهون عقارية للأصول الرئيسية وتحت تهديد الحجز.

## المشاريع
- عملية المنغنيز بمحطة بلفور داونز، شمال شرق نيومان، مشروع مشترك مع الموارد المعدنية.[4]
- منجم هوب داونز، شمال غرب نيومان، وهو مشروع مشترك مع ريو تينتو.
- مشروع روي هيل، جنوب بورت هيدلاند، وهو مشروع مشترك بين هانكوك بروسبكتنج (70٪)، ماروبيني (15٪)، بوسكو (12.5٪)، تشاينا ستيل كوربوريشن (2.5٪).
- مشروع الفحم ألفا، حوض الجليل في كوينزلاند الوسطى.
- مشروع الفحم كيفين كورنر، حوض الجليل في وسط كوينزلاند.
- منجم نيكولاس داونز، شمال غرب نيومان، مشروع مشترك مع الموارد المعدنية المحدودة.[5]